# Mitsubishi Pajero Evolution
Il Mitsubishi Pajero Evolution è un fuoristrada preparato dalla Ralliart sulla base del Mitsubishi Pajero per partecipare ai Rally raid come la Dakar o il Rally dei Faraoni.

## Il contesto

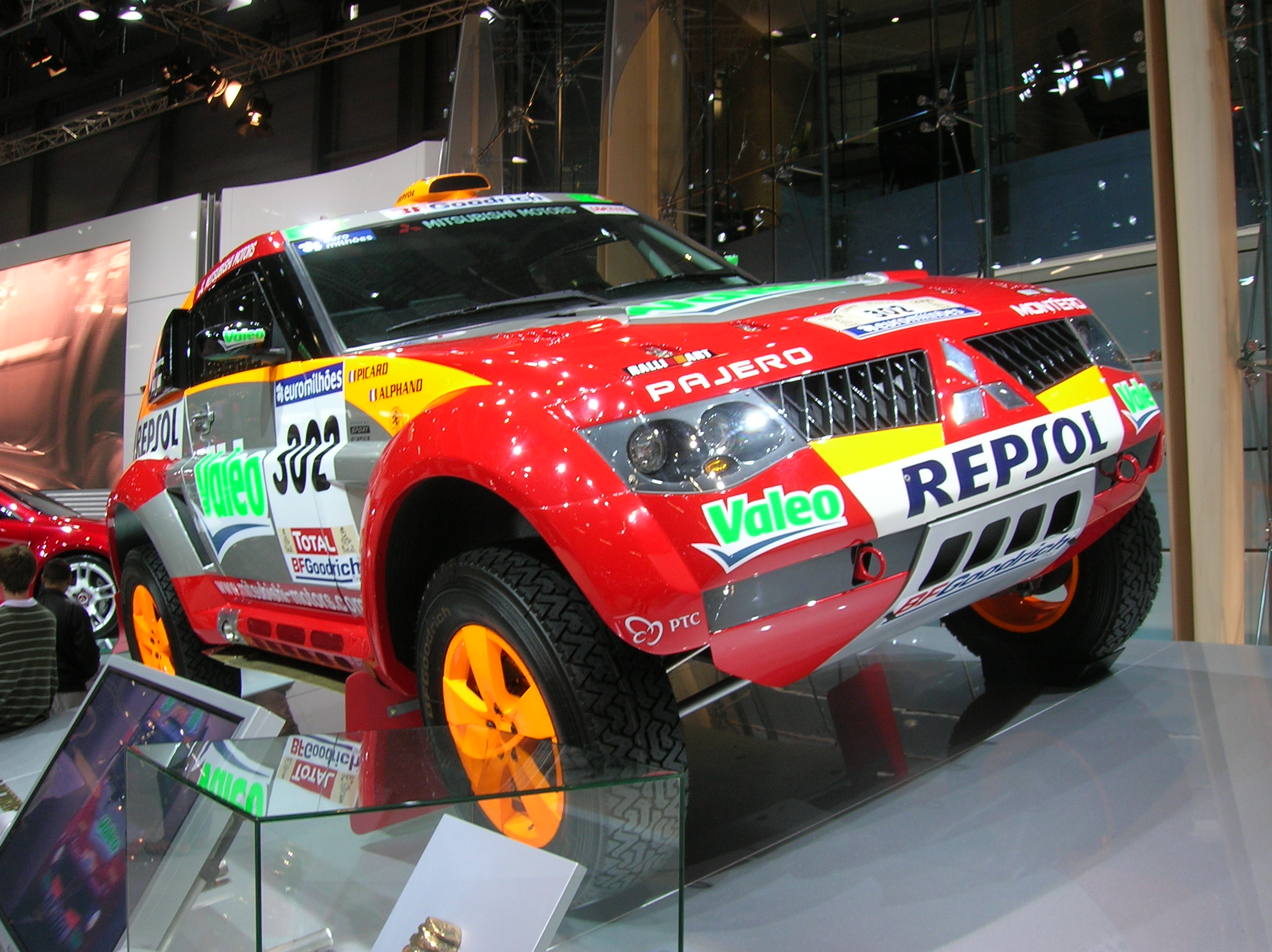
Un Pajero preparato per la Rally Dakar 2006

La Mitsubishi ha partecipato a queste gare sin dal debutto sul mercato del Pajero, nei primi anni ottanta. All'inizio le vetture erano preparate dall'importatore francese della Mitsubishi, la Sonauto, solo in seguito vennero preparate dalla Ralliart (divisione interna della Mitsubishi stessa). Il Pajero così elaborato ha vinto la prima "Dakar" nel 1985, con l'equipaggio Zaniroli-Da Silva; in seguito il Pajero è diventato l'auto più vittoriosa della Dakar, vincendo anche altre edizioni.
La prima donna che ha vinto una Dakar è stata Jutta Kleinschimdt, proprio su un Pajero.
Il nome "Evolution" in realtà è nato nel 1997 con il modello che ha partecipato alla Dakar di quell'anno. Nel 2003 è uscito l'"Evolution II" che ha vinto le edizioni successive della Dakar fino al 2007.

## Pajero Evolution commerciale
Il Pajero Evolution è stato anche commercializzato per un breve periodo, alla fine degli anni novanta. Si tratta di un Pajero V20 modificato, con diverse caratteristiche usate poi nella Pajero V60.